# Journée internationale de la pomme de terre
Le 8 décembre 2023, l’Assemblée générale des Nations-Unies adopte une résolution proclamant le 30 mai « Journée internationale de la pomme de terre ».
L'idée d'une Journée internationale de la pomme de terre est une initiative du gouvernement péruvien, une proposition adoptée par la FAO en juillet 2023.
Victor Garcia Toma, le représentant permanent du Pérou à l'ONU, souligne que cette initiative aidera à lutter contre la famine mais permettra également d’encourager le développement agricole, la sécurité alimentaire, la conservation de la biodiversité et les fonctions des écosystèmes. 

## Un objectif de développement durable
La pomme de terre est l’une des principales cultures de base permettant de réaliser des objectifs de développement durable (ODD) et de lutter contre la pauvreté, la faim, tout en procurant un travail décent et une croissance économique, une consommation et une production responsables tout en préservant les écosystèmes. La promotion de la culture de la pomme de terre est l'occasion de nouer des partenariats pour la réalisation des objectifs et la concrétisation du Programme de développement durable à l’horizon 2030.